# Jos Smits
Pour les articles homonymes, voir Smits.
Ludovicus Josephus, dit Jos Smits, né le 7 juin 1878 à Kessel (Belgique) et mort le 24 octobre 1964 à Mortsel, fut un homme politique belge catholique. 
Il fut jardinier.
Il fut créé officier, puis chevalier de l'ordre de la Couronne et officier, puis chevalier de l'ordre de Léopold; décoré de la Croix Civique pour actes de courage et de bravoure (1re classe-Croix d'Or).

## Fonctions et mandats
- Conseiller communal de Lint : 1921-46
- Bourgmestre de Lint : 1924-41 et 1945-46
- Conseiller provincial de la province d'Anvers : 1921-32
- Sénateur : 
  - 1932-36 : élu de l'arrondissement de Hasselt-Tongres-Maaseik;
  - 1936-46 : sénateur provincial de la province d'Anvers

## Généalogie
- Il est fils de Franciscus (°1849) et Catharina Diels.
- Il épousa en 1908 Ludovica Liekens.

## Source
- Bio sur ODIS